# Ультрамікротом

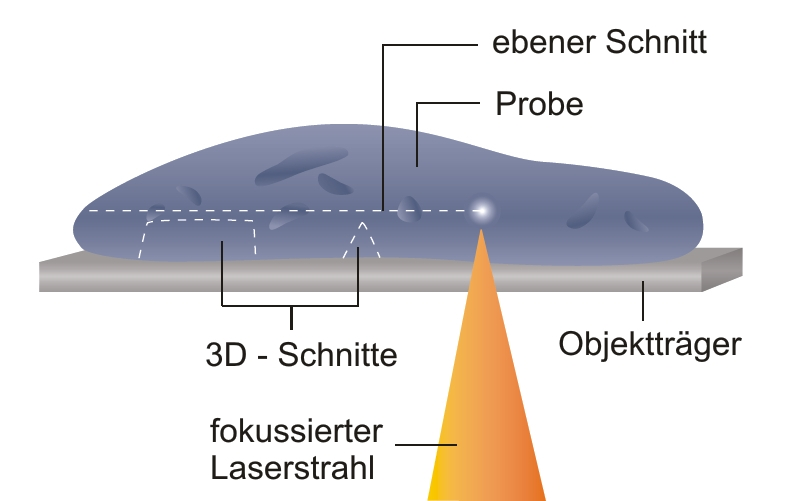
Лазерний ультрамікротом.

Ультрамікротом (рос. ультрамикротом, англ. ultramicrotome, нім. Ultramikrotom n) — прилад, за допомогою якого одержують надтонкі (від 10 нм і менше) зрізи для досліджень. Ультрамікротоми, суміщені з кріокамерами для приготування зрізів в умовах низьких температур, отримали назву кріоультрамікротомів.
Мікротоми знайшли широке застосування для підготовки проб в електронній, скануючій зондовій і класичній оптичній мікроскопії.